# Robert Finley

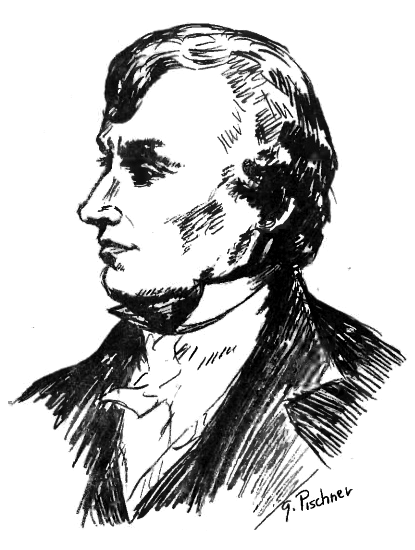
Robert Finley

Robert Finley (?, 1772 – 3 oktober 1817) was een Amerikaans Presbyteriaans dominee en in 1816 medeoprichter van de American Colonization Society (ACS). Ds. Finley kwam met het idee om vrijgelaten zwarte slaven te laten emigreren naar West-Afrika om daar een kolonie te stichten, daar zij in de VS als tweederangs burgers werden beschouwd. Deze kolonie groeide in 1847 uit tot de onafhankelijke republiek Liberia. Finley wordt gezien als een van de grondleggers van Liberia.
- Gemeinsame Normdatei: 1081211717
- International Standard Name Identifier: 0000 0000 5304 6708
- Library of Congress Control Number: nr94016730
- SNAC: w6cc16x0
- Virtual International Authority File: 39258883
- WorldCat: E39PBJcrbj64YXdKbHBXwt4Dv3